# Не торкайся до Мене

«Не торкайся до Мене» (лат. Noli me tangere, грец. Μή μου ἅπτου) — сюжет із Євангелія який описує перше після Воскресіння явлення Ісуса Христа Марії Магдалині, яка таким чином перша побачила Воскреслого Спасителя. «Говорить до неї Ісус: Не торкайся до Мене, бо Я ще не зійшов до Отця. Але йди до братів Моїх та їм розповіж: Я йду до Свого Отця й Отця вашого, і до Бога Мого й Бога вашого!» (Ів. 20:17)

## Згадки у Євангелії
| Євангеліє                | Цитата |
| ------------------------ | --- |
| Від Івана (Ів. 20:14-17) | \| \| І, сказавши оце, обернулась назад, і бачить Ісуса, що стояв, та вона не пізнала, що то Ісус… Промовляє до неї Ісус: Чого плачеш ти, жінко? Кого ти шукаєш? Вона ж, думаючи, що то садівник, говорить до Нього: Якщо, пане, узяв ти Його, то скажи мені, де поклав ти Його, і Його я візьму! Ісус мовить до неї: Маріє! А вона обернулася та по-єврейському каже Йому: Раббуні! цебто: Учителю мій! Говорить до неї Ісус: Не торкайся до Мене, бо Я ще не зійшов до Отця. Але йди до братів Моїх та їм розповіж: Я йду до Свого Отця й Отця вашого, і до Бога Мого й Бога вашого! \| |
|                          | І, сказавши оце, обернулась назад, і бачить Ісуса, що стояв, та вона не пізнала, що то Ісус… Промовляє до неї Ісус: Чого плачеш ти, жінко? Кого ти шукаєш? Вона ж, думаючи, що то садівник, говорить до Нього: Якщо, пане, узяв ти Його, то скажи мені, де поклав ти Його, і Його я візьму! Ісус мовить до неї: Маріє! А вона обернулася та по-єврейському каже Йому: Раббуні! цебто: Учителю мій! Говорить до неї Ісус: Не торкайся до Мене, бо Я ще не зійшов до Отця. Але йди до братів Моїх та їм розповіж: Я йду до Свого Отця й Отця вашого, і до Бога Мого й Бога вашого!          |

## В іконописі
Сюжет використовувався для написання ікон «Не доторкайся до Мене». (У Європі  «Noli me tangere»), на яких Марія Магдалина зображена із простягненими руками до Христа, а також обов'язково — стіни Небесного Єрусалиму.

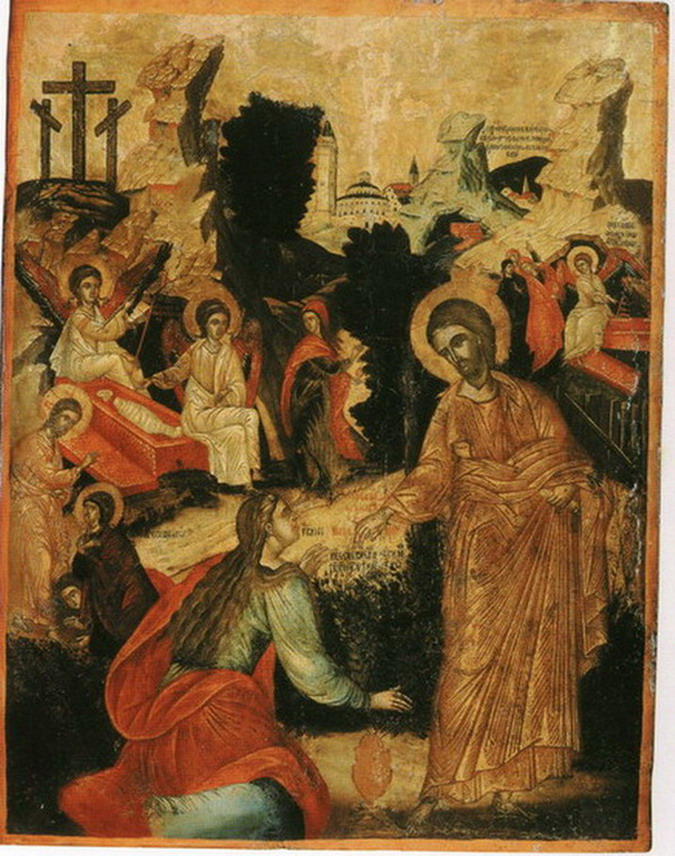
Православна ікона  «Не торкайся Мене»
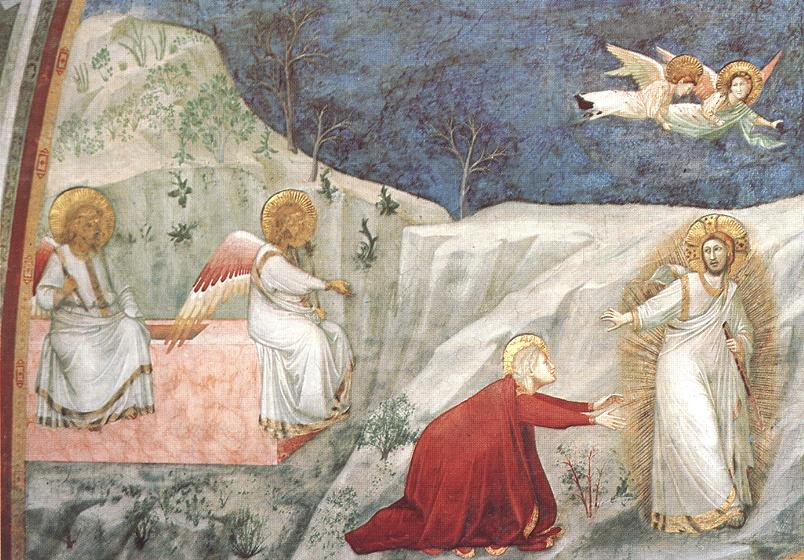
Фреска Джотто в церкви Сан-Франческо в Асізі, близько 1320 року
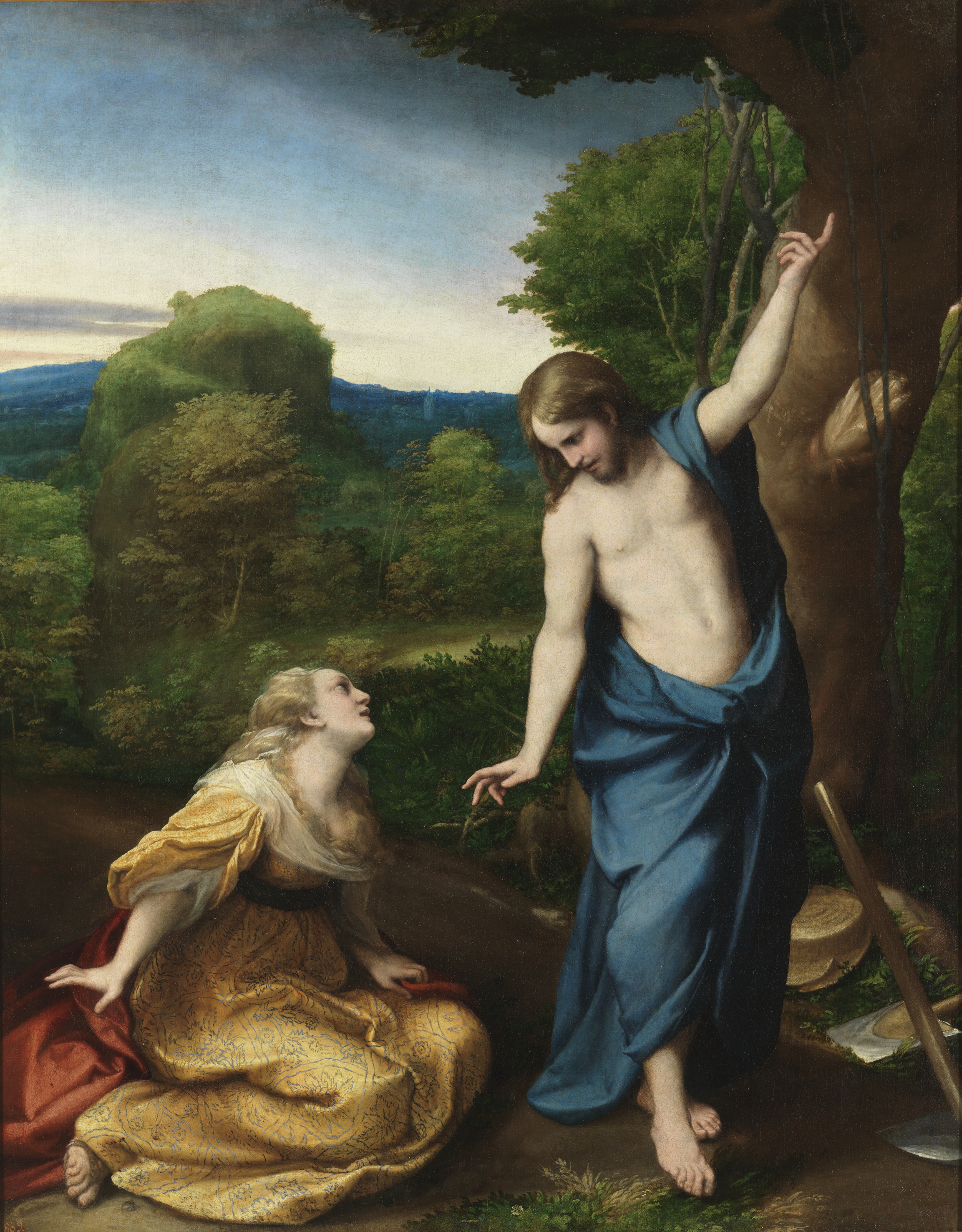
«Noli me tangere», картина Антоніо да Корреджо. Близько 1518. Прадо (музей). Мадрид
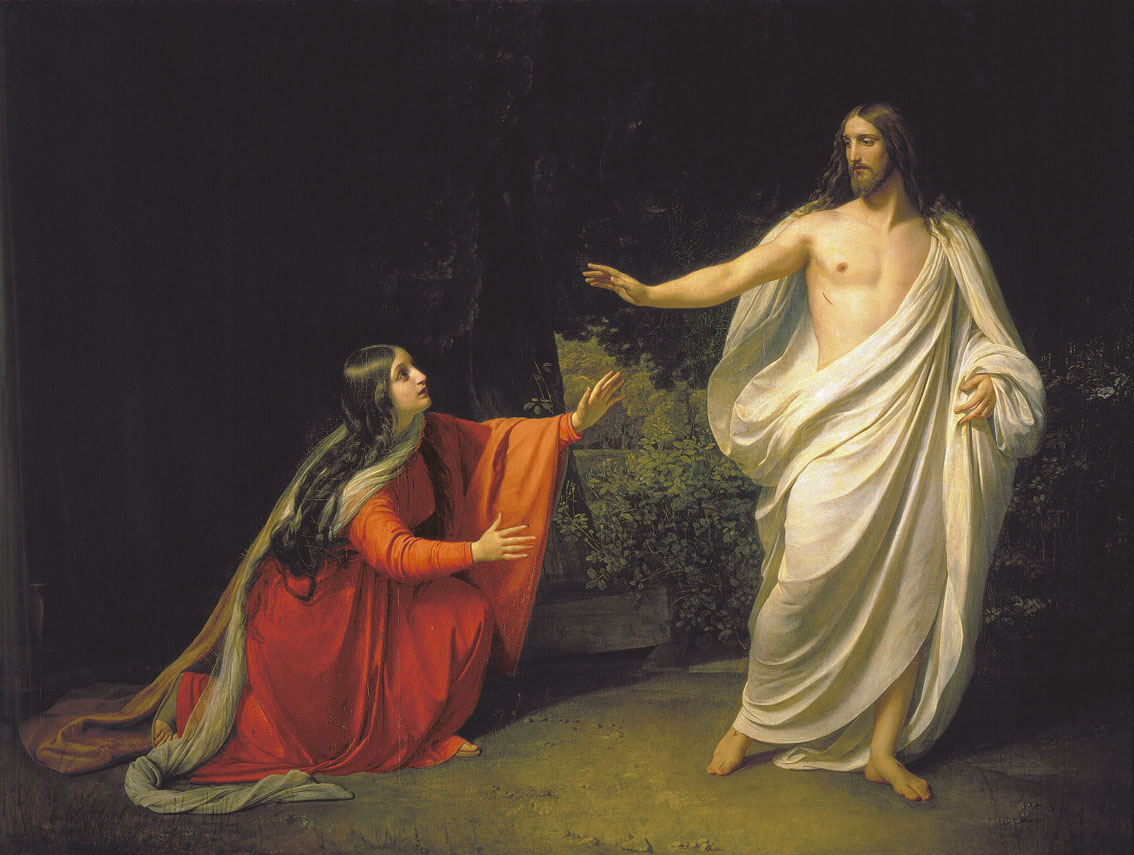
«Явлення Христа Марії Магдалині після воскресіння» , картина А. Іванова, 1835